# Health Products Regulatory Authority
Die Health Products Regulatory Authority (kurz: HPRA; irisch An tÚdarás Rialála Táirgí Sláinte) ist eine dem Ministerium für Gesundheit der Republik Irland unterstellte Behörde.

## Aufgaben

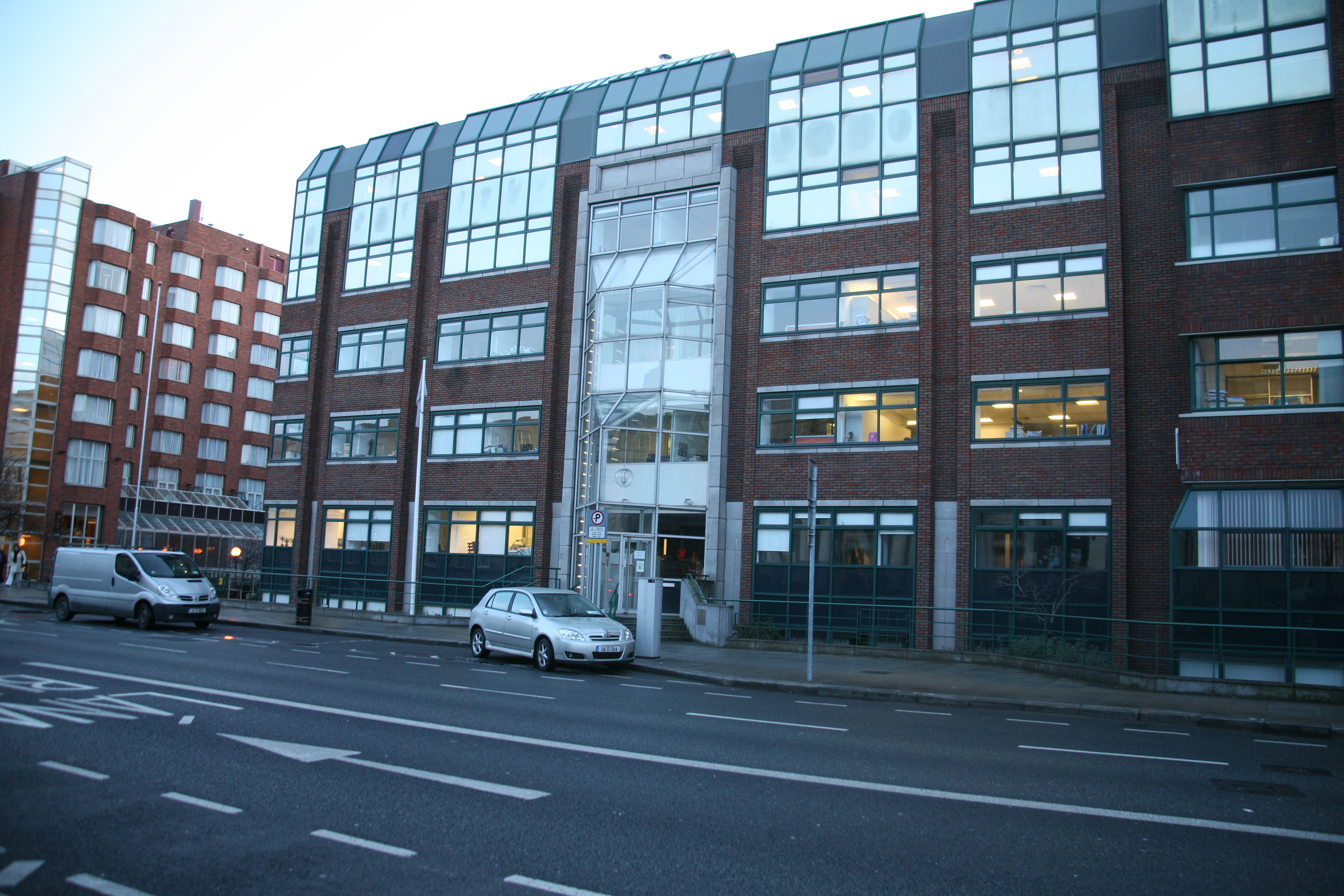
Kevin O’Malley House Sitz der Health Products Regulatory Authority

Die Aufgaben der Behörde sind Schutz und Verbesserung der öffentlichen Gesundheit, indem sie Arzneimittel, Medizinprodukte und Produkte zur Gesundheitspflege reguliert. Das Ziel ist, die Qualität und Sicherheit aller in Irland zugelassenen Gesundheitsprodukte auf Grundlage des aktuellen medizinischen Wissensstands zu gewährleisten und die EU-weiten Vorschriften zu erfüllen. Als Arzneimittelbehörde ist die HPRA für die Zulassung von neuen Medikamenten in Irland zuständig. Für diese Aufgabe wägt sie den Nutzen gegen das Risiko von Arzneimitteln ab, die zur Marktzulassung beantragt wurden. Wird das Nutzen-Risiko-Verhältnis positiv eingeschätzt, so empfiehlt die Behörde die Zulassung. Neben dem Bereich Arzneimittel ist die HPRA auch zuständig für nationale und EU-weite Rechtsfragen im Zusammenhang mit Blut und Blutbestandteilen sowie Gewebe und Zellen. Die Rechteinhaber von Zulassungen sind verpflichtet unerwünschte Arzneimittelwirkung an die HPRA im Rahmen der gesetzlichen Vorschriften zu melden. Die HPRA auditiert und inspizierten Unternehmen im Sinne der öffentlichen Sicherheit. Neben bereits zugelassenen Produkten hat die HPRA auch die Zuständigkeit im Bereich klinischer Studien. Sofern es Schnittstellen zur Veterinärmedizin gibt, wird die HPRA auch hier tätig, denn Tiermedikamente haben indirekt über die Nahrungsaufnahme Einfluss auf die öffentliche Gesundheit.

## Organisatorische Struktur
Die HPRA besteht aus neun Mitgliedern die dem Ministerium für Gesundheit unterstellt sind. Es gibt drei beratende Ausschüsse. Die Ausschüsse für die Bereiche Humanmedizin und Medizinprodukte sind ebenfalls direkt dem Ministerium für Gesundheit und Kinder zugeordnet. Eine Sonderstellung hat der Ausschuss für Veterinärmedizin, der zwar auch zum Ministerium für Gesundheit gehört, aber auch vom Ministerium für Landwirtschaft, Ernährung und Forstwirtschaft beraten wird. Jeder Ausschuss kann einen Unterausschuss bilden. Beispielsweise gibt es einen Unterausschuss für den Bereich klinische Studien.

## Geschichte
Die Behörde wurde 1995 unter dem Namen Irish Medicines Board (kurz: IMB; irisch Bord Leigheasra na hÉireann) gegründet und löste das damalige National Drugs Advisory Board ab.